# 北条業時
北条 業時（ほうじょう なりとき）は鎌倉時代中期から後期にかけての北条氏の一門。普恩寺 業時（ふおんじ なりとき）とも呼ばれる。鎌倉幕府の六波羅探題北方・連署である北条重時の四男。普恩寺流北条氏の租。母は側室の筑前局。『桓武平氏諸流系図』や『関東閨閥皇代並年代記事』所蔵の「北条系図」によると、初めは重長と名乗っていた。
文永2年（1265年）に小侍所別当および引付衆、建治2年（1276年）に評定衆、建治3年（1277年）に引付頭人と歴任。
兄弟の序列は年下の異母弟・義政の下位に位置づけられ、義政が四男、業時が五男として扱われて、極楽寺流内での家格も義政（塩田流）が嫡家赤橋流の下、業時（普恩寺流）より上位の2番手に位置づけられていた。しかし建治3年（1277年）の義政遁世以後は空席となっていた連署に、業時が弘安6年（1283年）に就任すると、業時の普恩寺流が嫡家に次ぐ2番手の家格となっている。
弘安10年（1287年）6月18日に連署を辞して出家し、26日に死去。享年47。

## 経歴
※日付＝旧暦
- 1259年（正元元）4月7日、従五位下に叙し、弾正少弼に任官。7月27日、左馬権頭に遷任。
- 1265年（文永2）6月11日、幕府の引付衆と就る。
- 1266年（文永3）、引付衆退任。
- 1269年（文永6）、引付衆再任。
- 1276年（建治2）3月、評定衆に異動。
- 1277年（建治3）5月18日、越後守に遷任。8月29日、三番引付頭人を兼帯。
- 1280年（弘安3）11月4日、駿河守に遷任。
- 1281年（弘安4）、三番引付頭人から一番引付頭人に異動。
- 1283年（弘安6）4月16日、連署に異動。7月20日、従五位上に昇叙。駿河守如元。9月26日、正五位下に昇叙。駿河守如元。
- 1284年（弘安7）8月8日、陸奥守に転任。
- 1287年（弘安10）6月18日、出家。6月26日、卒去。享年47。法名：普恩寺全念。また、鑑忍。